# Prva Petrova poslanica
Prva Petrova poslanica je dvadeset prva knjiga Novoga zavjeta. Kratica biblijskih knjiga je za ovu knjigu: 1 Pt.

## Književna vrsta
Grčki jezik i književni sastav je jednostavan, ali odveć pravilan i elegantan za starog galilejskog ribara. No, iz same poslanice saznaje se da je pri sastavljanju sudjelovao Petrov tajnik Silvan (5,12) koji je, čini se, istovjetan sa Silom koji se spominje kao karizmatik u jeruzalemskoj crkvi (15,27) i koji je bio suradnik svetog Pavla u apostolatu. Možda se time mogu protumačiti idejne srodnosti između ove Petrove poslanice i nekih Pavlovih spisa, osobito Rimljanima i Efežanima. Postoje također dodirne točke između te poslanice i Poslanice apostola Jakova. 

Poslanica je stilski živa i spontana te podsjeća na živu riječ.

## Autor
Petar – apostol Isusa Krista. Izraz apostol Isusa Krista može značiti: 
1. Poslan od Isusa Krista
2. Poslan da služi i propovijeda Isusa Krista

Vrlo je vjerojatno da je u taj posao bio upleten i Silvan. Poslanica je do nas došla s Petrovim potpisom i autoritetom, autoritetom apostola Isusa Krista i svjedoka njegova trpljenja i slave.

## Naslovnici
Pismo je upućeno kršćanima u Pontu, Galatiji, Kapadociji, Aziji i Bitiniji. Promotre li se točne granice tih pokrajina, tada to područje obuhvaća veći dio Male Azije, sjeverno od planine Taurus. Ali to vjerojatno nije najtočnije određenje. U vrijeme kada je pisana Poslanica pokrajine Bitinija i Pont zbog upravnih su razloga bile sjedinjene iako im Petar piše odvojeno. Stoga se nije nužno pozivati na rimske političke granice.

## Vrijeme nastanka
Nastanak Poslanice obično se smještalo u jedno od ova tri razdoblja: Trajanova vladavina (111.); Domicijanova vladavina (90. – 100.) ili Neronova vladavina (62. – 63.). Treba dometnuti i Ramsayev pogled, sasvim osobit, prema kojemu je Poslanica mogla biti napisana oko 80. godine. 
Najbolje odgovara vrijeme nešto prije Neronova progonstva 63. ili početkom 64.godine.

## Sadržaj
Prva Petrova poslanica sastoji se od pet poglavlja. Započinje kratkim uvodom, odnosno pozdravom «putnicima u raseljeništvu» (1,1-2). U njoj odzvanjaju prastare liturgijske formule i hvalospjevi, kao četiri hvalospjeva Kristu: 1,3-9; 1,18-21; 2,22-25; 3,18-22.
 
Na prvi hvalospjev nadovezuju se sljedeće opomene: Stavite svoju nadu u milost (r13), svetost (r14), ljubite jedan drugoga (r22). Drugi hvalospjev Kristu veliča otkupiteljsko djelo Božje po Kristu. U trećem hvalospjevu opisane su patnje sluge Jahvina u kojem su kršćani vidjeli prorečenu otkupiteljsku smrt Kristovu (2,22-25). Četvrti hvalospjev Kristu (3,18-22). 
Duše starozavjetnih pravednika očekivale su otkupljene u Šeolu (3,19). Poslanica završava zaključkom i blagoslovom (5,12-14). 

Prva Petrova poslanica možda kao nijedan drugi spis Novoga zavjeta, uvodi u teologiju i treminologiju prve Crkve. 
1. Bog je Otac (1,2.17), svemogući (5,6), stvoritelj (4,19), početnik spasenja (5,10).
2. Isus Krist jest Gospodin (1,13; 2,13; 3,15), Sin Božji (1,3), koji je umro na križu za naše otkupljenje (3,18; 2,21-25), uskrsnuo od mrtvih (3,21; 1,3), sjedi o desnoj Očevoj (3,22) i opet će doći suditi žive i mrtve (4,5).
3. Duh Sveti nekoć je pokretao proroke da svjedoče za Krista (1,11), a sada „počiva“ u vjernicima (4,14), da ih posveti (1,2) i ohrabri (4,14).
4. Crkva je duhovna zgrada koju kao živo kamenje izgrađuju vjernici (2,5): oni sačinjavaju sveopće i svesvjetsko bratstvo (5,9; 1,22; 2,17; 3,8).

### Struktura
- Blagoslov i pozdrav 1,1-2
- Zahvala Bogu za spasenje duša 1,3-12
- Poziv na svetost i budnost 1,13-21
- Potiče na bratsku ljubav i kršćansku jednostavnost 1,22 – 2,3
- Kršćani, izabrani Božji narod 2,4-10
- Opomena i poštovanje državnih vlasti 2,11-17
- Žene pokorne svojim muževima, a muževi obzirljivi prema ženama 3,1-7
- Svi jednodušni i predani Božjoj volji 3,8-17
- Kristov primjer 3,18-22
- Potiče ih da žive čisto i uredno jer se bliži Kristov dolazak 4,1-11
- Povjerenje u Boga i budnost 5,6-11
- Pozdrav i blagoslov 5,12-14

### Teologija – poruka knjige
- Prvom Petrovom poslanicom sam autor nas poziva na kršćansku poniznost (2,12-3,9), opominje nas da trebamo biti ustrajni u molitvi (4,7; 5,8) kako bi pružili otpor zlu, odnosno nepopuštanje đavlu (5, 8.9).

## Vanjske poveznice
- Prva Petrova poslanica, Zagrebačka Biblija, Kršćanska sadašnjost, Zagreb, 1988., www.hbk.hr